# Sélero
Sélero (grec moderne : Σέλερο) est une localité du dème d'Abdère dans l'unité régionale de Xánthi (en) en Thrace. Elle a été le siège du dème de Sélero de 2006 à 2010.

## Géographie
Sélero est située à la limite nord-ouest de la plaine de Xanthi, 11 km à l'est de la ville de Xánthi, 18 km au nord-est de Geniséa, siège du dème d'Abdère, et 38 km à l'ouest de Komotiní. Elle se trouve entre les localités de Lefkópetra (el) (ouest), Fília (el) (nord-est) et Velochóri (el) (sud).
La localité se trouve à 55 mètres d'altitude.

## Culture et patrimoine
Ses habitants, musulmans, sont principalement engagés dans l'agriculture et l'élevage, mais aussi dans la construction ou l'artisanat. La plupart d'entre eux sont des Pomaks (des villages pomak d'Anthiro, Eranos, Prioni, Glauki, Melivoya, Satres, etc.), quelques Roms et des Turcs (Kirgkalis).
À une distance de 2 km à l'est-nord-est de Séleros, des tombes romaines et du début de l'ère byzantine ont été découvertes et dans la localité de "Kales", à 1 km au nord-est, une pièce de monnaie de l'époque de Justinien Ier (527-565) a été trouvée, tandis qu'au même endroit se trouvent les vestiges d'une fortification romaine. Le site de "Kales" est présumé être identifié avec le Sellarion byzantin.
L'ancien nom, datant de la période de l'occupation turque, est Gioqi Seler, ou Gioczeler, (Tur. Selero / Gökçeler). Selon les registres de recensement ottomans (Salname) de 1898, on y comptait 45 maisons musulmanes et de 1878 à 1912, il a appartenu au vilayet d'Adrianople, au sanjaki de Gioumultzina (Komotini) et au kaza de Xanthi.
Après la libération de la Thrace, Sélero est mentionné en 1924 dans le Journal officiel 194A - 14/08/1924 comme le siège de la communauté nouvellement fondée du même nom.

## Administration et démographie
Selon le programme Kallikratis, avec les localités d'Akarpos, d'Ano Polysito, de Velochori, de Gρήγοro, de Lefkopetra, de Rymi, de Semantra et de Filia, elle forme la communauté municipale de Sélero dont elle est le siège. Selon le recensement de 2011, en tant que communauté municipale, elle compte 5 229 habitants, tandis qu'en tant que localité, elle en compte 2 059,.